# Tauriac (Gironde)
Tauriac (occitanisch: gleichlautend) ist ein südwestfranzösischer Ort und eine Gemeinde mit 1330 Einwohnern (Stand 1. Januar 2022) im Département Gironde im Norden der Region Aquitanien.

## Lage
Tauriac liegt in der historischen Provinz Angoumois in der Kulturlandschaft der Charente in einer Höhe von ca. 20 Metern ü. d. M. auf dem Nordufer des Flusses Dordogne. Die nächstgelegene größere Stadt, Bordeaux, ist etwa 36 Kilometer (Fahrtstrecke) in südlicher Richtung entfernt; Angoulême befindet sich knapp 100 Kilometer nordöstlich.

## Bevölkerungsentwicklung
| Jahr      | 1962 | 1968 | 1975 | 1982 | 1990 | 1999 | 2006 | 2017 |
| Einwohner | 948  | 978  | 972  | 1233 | 1261 | 1293 | 1296 | 1289 |

Im 19. und Anfang des 20. Jahrhunderts hatte der Ort stets zwischen etwa 1000 und 1250 Einwohner. Infolge der Reblauskrise im Weinbau und der Mechanisierung der Landwirtschaft ging die Einwohnerzahl danach kontinuierlich bis auf die Tiefststände in den 1940er und 1950er Jahren zurück. Die Nähe zur Großstadt Bordeaux und die auf dem Lande deutlich niedrigeren Immobilienpreise führten seitdem wieder zu einem leichten Anstieg.

## Wirtschaft
Früher wurde die Landwirtschaft in erster Linie zur Selbstversorgung betrieben, zu der bis ins beginnende 20. Jahrhundert hinein auch der Weinbau gehörte, der aber nach der Reblauskrise vorübergehend komplett aufgegeben wurde. Heute wird auf dem Gemeindegebiet, das zum Weinbaugebiet Côtes de Bourg gehört, wieder in geringem Umfang Wein produziert, der über die Appellationen Crémant de Bordeaux, Bordeaux supérieur, Bordeaux und Côtes de Bourg, Bourg et Bourgeais vermarktet wird.

## Geschichte
Der Streit um Aquitanien löste im 14. Jahrhundert den Hundertjährigen Krieg (1337–1453) zwischen Frankreich und England aus.

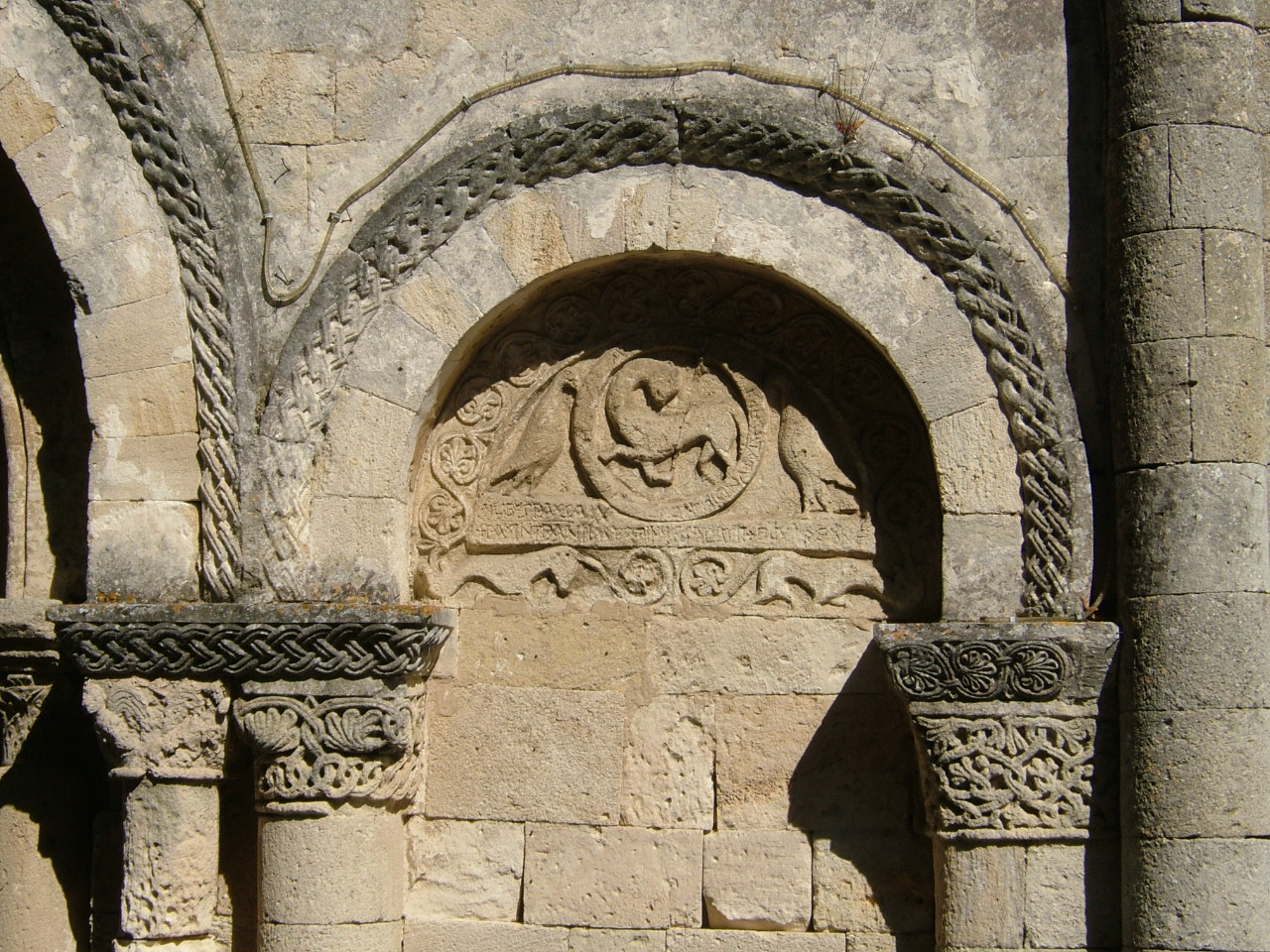
Seitentympanon der Kirche mit Agnus Dei in einer kreisförmigen Mandorla

## Sehenswürdigkeiten
- Die romanische Pfarrkirche Saint-Étienne wurde im 12. Jahrhundert an der Stelle einer älteren Kirche errichtet, von der einige Säulen und Kapitelle als Spolien in der Fassade wiederverwendet wurden. Die Fassade war ursprünglich nur zweigeschossig; der Glockengiebel (clocher mur) ist eine spätere Zutat. Hervorzuheben sind einerseits das im Südwesten Frankreichs häufig anzutreffende Triumphbogenschema in der unteren Zone mit einem Mittelportal und zwei seitlichen Blendportalen, deren Bogenfelder figürliche Motive (Reiter(?) und Agnus Dei) zeigen; andererseits ist die reichverzierte Reihe von Blendarkaden mit figürlichen Kapitellen in der oberen Fassadenebene zu erwähnen, von denen eines das Martyrium (Steinigung) des hl. Stephanus zeigt. Die Fassade schließt nach oben mit einem teilweise figürlichen Konsolenfries ab – eine der Konsolen zeigt einen Akrobaten. Der im 19. Jahrhundert überarbeitete Bau wurde im Jahr 2005 als Monument historique anerkannt.[1]
- Auf dem Gemeindegebiet befinden sich drei Herrensitze (châteaux) aus dem 18. Jahrhundert (Labarde, Macô und Pia).